# Pinophylus stonedahli
Pinophylus stonedahli är en insektsart som beskrevs av Schwartz och Schuh 1999. Pinophylus stonedahli ingår i släktet Pinophylus och familjen ängsskinnbaggar. Inga underarter finns listade i Catalogue of Life.